# Nördlingen
Nördlingen ou, na sua forma portuguesa, Norlinga é uma cidade da Baviera, Alemanha, com população em torno de vinte mil habitantes (2002). Ela está localizada no meio da bacia do Ries, uma gigantesca cratera resultante do impacto de um meteorito há milhões de anos. Pertence à rede das Cidades Cittaslow.
Durante a Idade Média Nördlingen era uma cidade livre do Sacro Império Romano e importante centro de comércio. A cidade foi palco de duas batalhas durante a guerra dos 30 anos.
Hoje Nördlingen é, juntamente com Rothenburg ob der Tauber, as duas únicas cidades da Alemanha que ainda possuem uma muralha completa em torno da cidade. Outro marco desta cidade medieval é o campanário (torre) de 90 metros de altura chamado "Daniel".
Pessoas com sobrenome Nördlinger, Noerdlinger ou Nordlinger são descendentes de famílias de Nördlingen. Desde que os judeus foram expulsos em 1400, seguindo a maioria para Laupheim, que os aceitou, qualquer família originária da cidade após 1400 não é, obviamente, judia.
As ruínas de um castelo romano, construído em 85 e provavelmente chamado Septemiacum, foi encontrado sob a cidade. Famosa por nascer um grande futebolista chamado Gerd Müller.

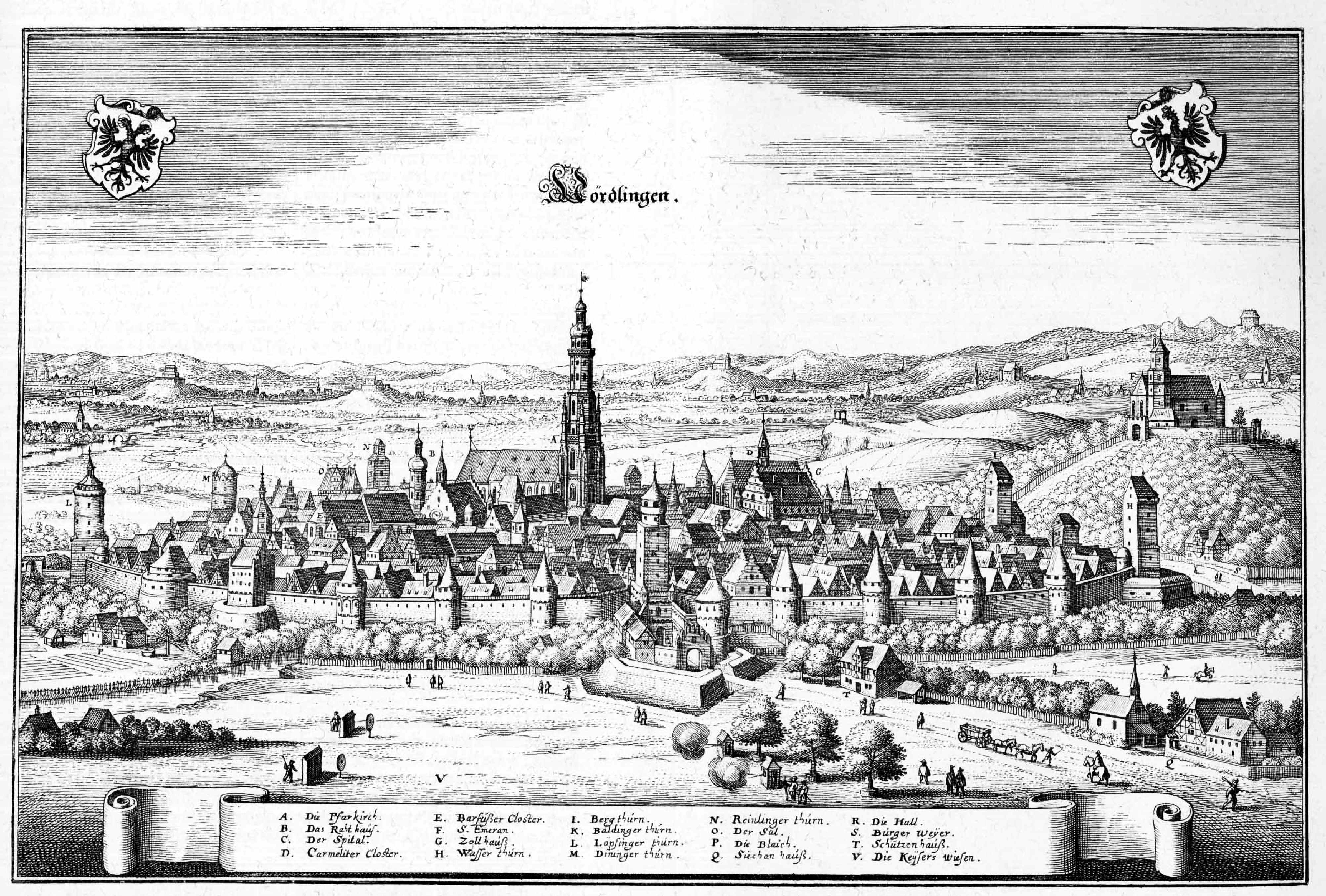
A cidade no século XVII

## Locais de interesse
A Igreja de São Jorge, do gótico tardio, foi erguida por Nikolaus Eseler, que também construiu a igreja do mesmo santo em Dinkelsbühl. Possui nave tripla, pilares redondos e uma rede de abóbadas. A imponente torre oeste, conhecida como torre de Daniel, proporciona linda vista da cidade e arredores.
A Igreja de São Salvador exibe altares góticos e um portal que retrata imagens do juízo final, no tímpano.
O antigo hospital do Espírito Santo atualmente abriga o interessante Stadtmuseum.
A prefeitura, do século XIV, exibe uma notável escadaria externa feita de pedras (1618).
O mangaká Hajime Isayama, criador da famosa série de mangás Shingeki no Kyojin usou a cidade como sua principal referência na criação da cidade fictícia da obra.